# Club Atlético Los Andes
Il Club Atlético Los Andes, o semplicemente Los Andes, è una società calcistica argentina con sede nella città di Lomas de Zamora, nell'area metropolitana della Grande Buenos Aires. Milita nella Primera B Nacional, la seconda serie del calcio argentino.

## Storia
Il club venne fondato da un gruppo di giovani il 1º gennaio 1917. Il nome era un omaggio al primo volo in pallone sulle Ande avvenuto un anno prima, nel 1916.
Il club ha militato in tre diversi periodi in Primera División, la massima serie del calcio argentino, nel 1961 e dal 1968 - anno in cui si piazzò all'ottavo posto, miglior piazzamento nella storia del club - al 1971 (Metropolitano & Nacional). L'apparizione più recente risale alla stagione 2000-2001, nella quale il Los Andes terminò all'ultimo posto per media-punti e fu retrocesso in Primera B Nacional.
Dopo alcuni anni nelle serie inferiori, nella stagione 2007-2008 torna in Primera B Nacional dopo aver vinto un playoff promozione contro il Nueva Chicago. Dopo un solo anno in seconda divisione, retrocede dopo lo spareggio contro il Deportivo Merlo.

## Stadio
Il Los Andes gioca le sue partite interne presso lo stadio Eduardo Gallardón, che fu inaugurato il 28 settembre 1940. Ha una capienza di circa 38.000 spettatori ed è il più capiente tra gli stadi del partido di Lomas de Zamora.

## Rivalità
La rivalità sportiva tradizionale è quella con il Club Atlético Banfield, tuttavia a causa dei frequenti incontri in B Nacional e Primera B ha preso una maggiore importanza quella con il Club Atlético Temperley.

## Palmarès

### Competizioni nazionali
- Tercera División: 2

1926, 1938
- Primera Amateur: 1

1957
- Primera B Nacional: 1

1960

### Competizioni regionali
- Torneo Regional: 1

1977

### Altri piazzamenti
- Primera B Nacional:

Secondo posto: 1999-2000
- Primera B Metropolitana:

Secondo posto: 2014, 2024

## Rose delle stagioni precedenti
- 2010-2011